# オハナホロホロ
『オハナホロホロ』 (Ohana Holoholo) は、鳥野しのによる日本の漫画作品。
『FEEL YOUNG』（祥伝社）にて2008年10月号より2013年10月号まで不定期に連載された。また、2013年12月号・2014年1月号には番外編が掲載された。単行本は全6巻。

## あらすじ
同棲していたみちるが突然失踪して5年、彼女は一人の男の子を連れ「母親」となって戻ってきた。翻訳家の麻耶とシングルマザーのみちる、新たにみちるの息子・ゆうたを交えての「同居」生活が始まる。

## 登場人物
南雲 麻耶（なぐも まや）
翻訳家。下宿先に転がり込んできたみちると恋人になるが、彼女が失踪し破局。5年後、職場でみちると再会し、再び一緒に暮らすことになるが、今回は「同棲」でなく「同居」と決めている。しっかり者。
雨宮 みちる（あまみや みちる）
シングルマザー。テレフォンオペレーター。旧姓・五十嵐。5年前、麻耶と同棲していた恋人。麻耶の元を離れていた間に、新しい恋人との間にゆうたをもうけるが、恋人が亡くなってしまう。仕事の面接で麻耶と再会し、再び同居生活を始める。寂しがり屋で甘えたがりの子どもっぽい性格。
雨宮 ゆうた（あまみや ゆうた）
みちるの息子。プリンと石集めが大好き。
日下 ニコ（くさか にこ）
麻耶とみちるの下の階に住む男性。若手俳優。ゆうたの父親の元恋人で、赤の他人ながら、ゆうたを溺愛している。
桑原 英資（くわばら えいすけ）
麻耶の中学時代の同級生。バツイチ。麻耶からは「ヒデスケ」と呼ばれる。プロサッカー選手を目指していたが、膝の故障で断念した。現在は会社員。麻耶と再会し、プロポーズする。
望月 恵（もちづき めぐみ）
ゆうたが通う保育園の新任の保育士。生真面目な性格で、周りの状況を読んで行動する大人びたゆうたが窮屈な思いをしているのではと心配したり、ゆうたの世話を麻耶に任せているみちるを無責任と考えていた。みちるのよき相談相手となる。

## 書誌情報
- 鳥野しの 『オハナホロホロ』 祥伝社〈フィールヤングコミックス〉 全6巻
  1. 2010年01月8日発売、ISBN 978-4-396-76484-5
  2. 2011年01月8日発売、ISBN 978-4-396-76513-2
  3. 2011年11月8日発売、ISBN 978-4-3967-6533-0
  4. 2012年09月7日発売、ISBN 978-4-3967-6559-0
  5. 2013年06月7日発売、ISBN 978-4-3967-6579-8
  6. 2014年02月8日発売、ISBN 978-4-3967-6598-9